# Гений места

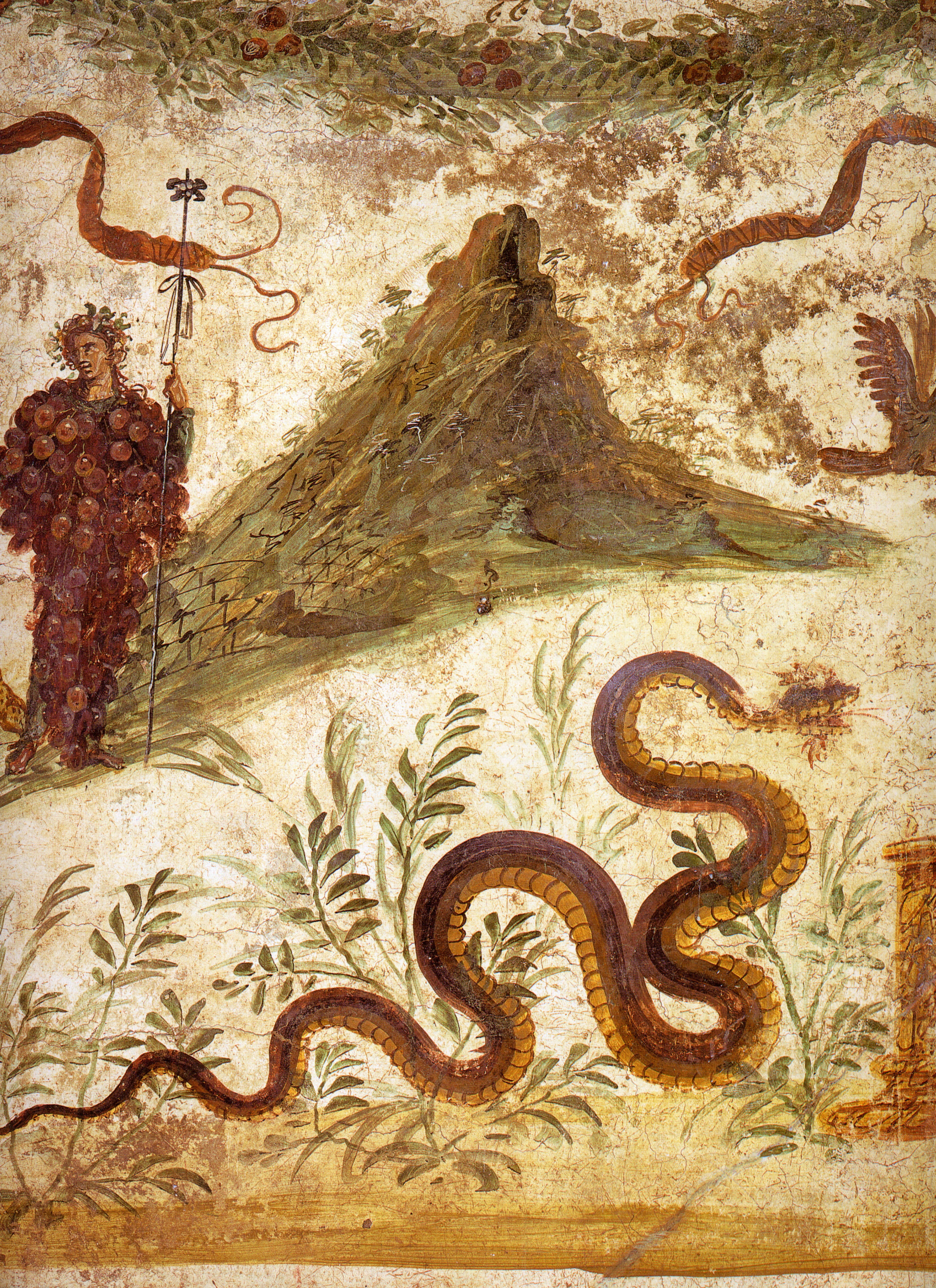
Агатодемон — божество полей и виноградников и дух Везувия в виде змеи.

Гений места (дух места, гений локуса — калька с лат. genius loci) — в римской религии дух-покровитель того или иного конкретного места (деревни, горы, отдельного дерева). Латинское выражение genius loci стало популярным у писателей XVIII века и оказало заметное влияние на литературные и архитектурные вкусы в Британии (англ. spirit of place) и за её пределами.
Выражение genius loci чаще всего применялось к пейзажу. На фресках домашних святилищ изображались две ипостаси этого духа: человеческая фигура, совершающая обряды, или божество, и змея, ползущая к алтарю. 
Выражение применимо к человеку, ревностно оберегающему неповторимую атмосферу места.

## Примеры использования и цитирования
Термин встречается у Вергилия в Энеиде:

Замер Эней. А змея, извиваясь лентою длинной,

Между жертвенных чаш и кубков хрупких скользила,

Всех отведала яств и в гробнице снова исчезла,

Не причинивши вреда и алтарь опустевший покинув.

Вновь начинает обряд в честь отца Эней и не знает,

Гений ли места ему иль Анхиза прислужник явился.
Комментируя эти строки Вергилия, грамматик IV в. н. э. Сервий пишет: «Ибо нет места без духа» (лат. Nullus enim locus sine genio est). Данную фразу использовал Эдгар По в качестве эпиграфа к рассказу «Остров феи».
В 1817 году 5 товарищей по лицею Пушкина возвели в парке Царскосельского лицея камень, на котором оставили надпись «G.L.» — «гению места».
Он наслаждался отпуском, [...] встречами с друзьями, вальдцельским genia loci.
У всех философов были свои домашние животные. Вы помните, что говорил Сервиус: "Nullus enim locus sine genio est".

## Современное использование
В современных фантастических произведениях, таких как «Подземелья и драконы» или «Досье Дрездена», гении места — это духи или магическая сила, обитающая в каком-то месте. Очень немногие духи этой формы способны перемещаться из своей родной области, либо потому, что они являются «частью земли», либо потому, что они связаны с ней. Гении места обычно изображаются как чрезвычайно мощные и, как правило, очень умные, хотя допускаются варианты. Некоторые версии являются почти всемогущими и всезнающими внутри области, в которой они обитают, в то время как другие – просто обширные источники магической энергии. Эта сила почти никогда не выходит за границы локуса.
По мнению английского литературоведа Томаса Шиппи, Том Бомбадил, загадочный персонаж романа «Властелин колец» Дж. Р. Р. Толкина, является не кем иным, как гением места, духом-хранителем Старого леса, примыкающего к восточной границе Шира, страны хоббитов.
Петр Вайль назвал «Genius loci» цикл своих ТВ-передач, в котором рассказывал о чудесных местах в мире.